# Вількуциці-Малі
Вількуциці-Малі (пол. Wilkucice Małe) — село в Польщі, у гміні Рокіцини Томашовського повіту Лодзинського воєводства.
Населення — 137 осіб (2011).
У 1975-1998 роках село належало до Пйотрковського воєводства.

## Демографія
Демографічна структура станом на 31 березня 2011 року:
|          | Загалом | Допрацездатний вік | Працездатний вік | Постпрацездатний вік |
| -------- | ------- | ------------------ | ---------------- | -------------------- |
| Чоловіки | 71      | 15                 | 50               | 6                    |
| Жінки    | 66      | 20                 | 32               | 14                   |
| Разом    | 137     | 35                 | 82               | 20                   |